# Corbonés
El río Corbonés o río Corbones es un río del sur de la península ibérica, afluente del río Guadalquivir. Transcurre por la parte occidental de Andalucía, España.Nace en Cañete la Real.
Tiene una longitud de 177 kilómetros y un caudal medio anual de 0,435 m³/s

## Curso
El río Corbones nace en la Serranía de Ronda, en concreto en las sierras Blanquilla, de Mollina y de los Borbollones, en la provincia de Málaga. Forma el límite entre esta provincia y la de Cádiz en corto tramo hasta adentrarse en la provincia de Sevilla, por donde transcurre el resto de su recorrido. Pasa por los términos municipales de Cañete la Real, Olvera, Algámitas, El Saucejo, Villanueva de San Juan, Osuna, La Puebla de Cazalla, Marchena y Carmona hasta que desemboca en el Guadalquivir, a la altura de Alcolea del Río.
A finales de la década de 1980, la Confederación Hidrográfica del Guadalquivir construyó un embalse en el curso del río Corbones a la altura de La Puebla de Cazalla.

## Afluentes
Recibe aportes fluviales a lo largo de todo su recorrido. Por la margen derecha recibe al arroyo del Salado del Término, en el término municipal de Marchena, al que se une el arroyo Salado de la Jarda, que a su vez, recibe el arroyo del Peinado. Por la margen izquierda, recibe la aportaciones del río de la Peña en término municipal de La Puebla de Cazalla. Finalmente, en la Campiña recibe las aportaciones del arroyo del Galapagar, en el término municipal de Carmona.

## Flora y fauna
El bosque de ribera más próximo al cauce del Corbones lo forma un cinturón de helofitos, constituido por especies como Phragmites australis, Arundo donax y Thypha spp. Tras esta primera banda hay una segunda banda de vegetación de choperas (Populus alba) tras la que se abren los tarajales (Tamarix gallica) seguidos por las fresnedas (Fraxinus angustifolia). Dentro del estrato arbustivo aparecen adelfas (Nerium oleander), rosales silvestres (Rosa canina) y Arum italicum como ejemplares más abundantes. El olmo (Ulmus minor) integra el cortejo propio del bosque de transición hacia el bosque perennifolio en la zona no inundable junto a especies como Smilax aspera y Vitis vinifera.
La fauna piscícola aunque bastante diezmada perdura con ejemplares de barbos, bogas y carpas. Es casi segura la desaparición del calandino (Squalius alburnoides), especie endémica de la península ibérica, por la que parte del río está propuesto como zona de Lugar de Interés Comunitario (LIC).
La avifauna cuenta con numerosos ejemplares de garcillas, fochas, ánades, jilgueros, espátulas, palomas torcaces y algunas águilas pescadoras en la zona del embalse de la Puebla de Cazalla. 
Se ha detectado también la presencia del galápago europeo, la rata de agua y la rana meridional y existen indicios de la presencia de nutrias en algunas zonas del tramo medio a pesar del deterioro de su hábitat debido a la contaminación de las aguas que afecta a las poblaciones de peces, anfibios y cangrejos de los que se alimenta.